# Zwieselberg (Hochficht)
Der Zwieselberg ist ein 1163 m ü. A. hoher Berg im Böhmerwald in Oberösterreich.

## Lage und Umgebung

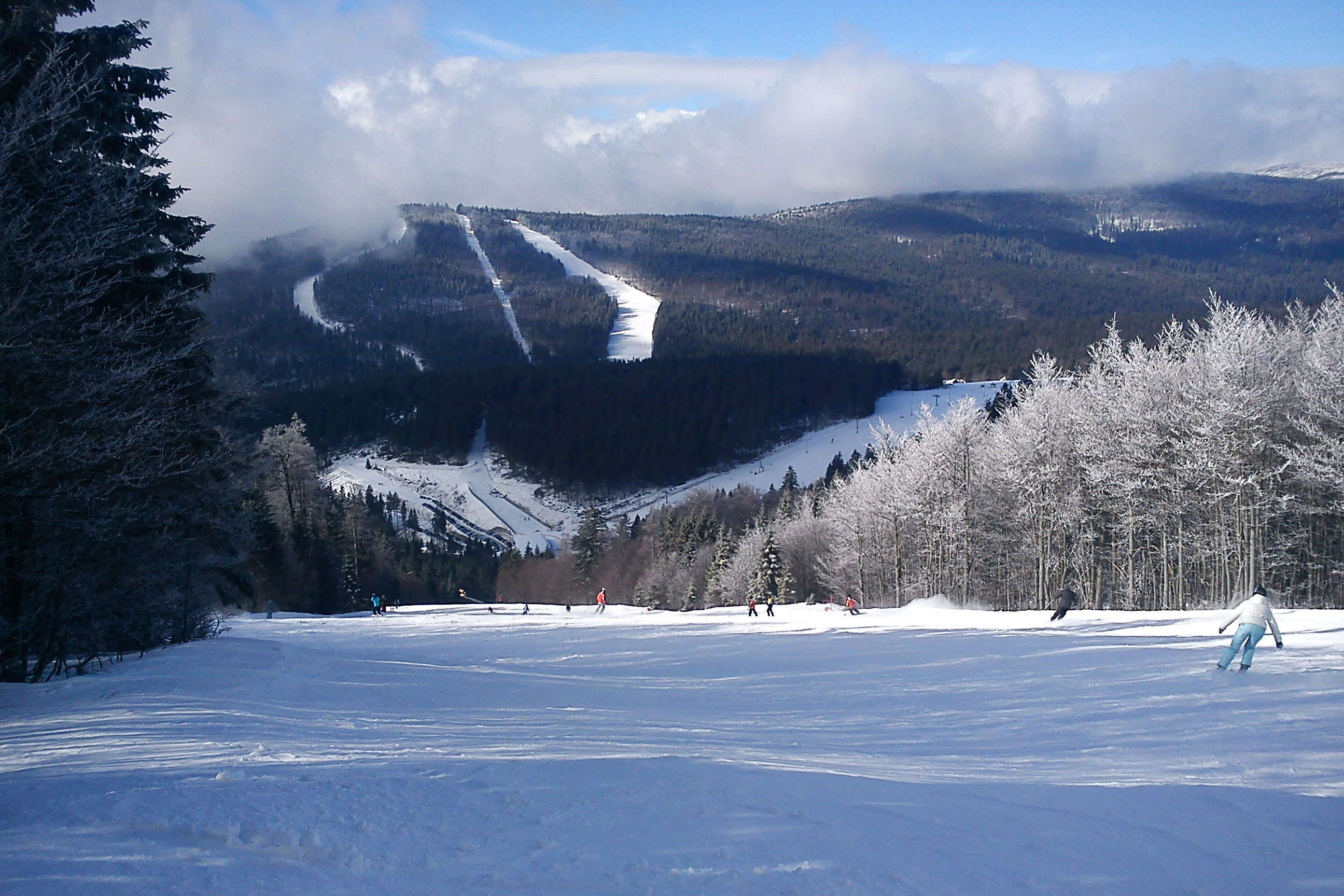
Skigebiet am Zwieselberg

Der Zwieselberg gehört zur Gemeinde Schwarzenberg am Böhmerwald im Bezirk Rohrbach. Er liegt in den Einzugsgebieten des Hartmannsbachs, des Klafferbachs und des Tafelaubachs.
Der Berg ist Teil des Skigebiets Hochficht, des größten Skigebiets Österreichs außerhalb der Alpen. Mit Ausnahme des Gipfels und der Skianlagen befindet er sich innerhalb des 9.350 Hektar großen Europaschutzgebiets Böhmerwald-Mühltäler. Er zählt außerdem zur 22.302 Hektar großen Important Bird Area Böhmerwald und Mühltal.

## Geologie und Pflanzenwelt
In geologischer Hinsicht ist der Zwieselberg von Schiefergneis geprägt. Wenn dieser verwittert, zerfällt er in kleine Plättchen, was die sanfte Oberflächenform des Bergs bewirkte. Die Skipisten am Zwieselberg sind ehemalige Weidewiesen und werden einmal jährlich gemäht. Die Hochwiese und die Brunnwiese am Südhang des Zwieselbergs sind Pfeifengraswiesen (Molinion caeruleae).